# ミライシリーズ
ミライシリーズは、FlyingShineならびにその姉妹ブランドであるFlyingShine黒から発売されたアダルトゲームのシリーズである。
ジャンル名のフェチベンチャーとは、フェティシズムに特化したアドベンチャーゲームのことを示している。
本項では、世界観を同じくする株式会社ネクストンのブランドLiquid-Shineの『淫辱心療クラブ』についても解説する。

## 解説
本シリーズは水着やユニフォームへのフェティシズムに焦点を当てた内容となっている。
純愛ルートの存在する『アカルイミライ 〜Wet And Messy 2nd time〜』以外は、基本的に凌辱を中心とした暗い内容になっている。
各作品はそれぞれパラレルワールドという位置づけとなっており、どの作品から遊んでも楽しめる作りとなっている。
2013年ごろ、シリーズ10周年を記念して『クライミライ零』を2014年後半に発売するためのクラウドファンディングが行われていたが、諸事情のため発売されず、2017年5月5日の時点で各サブブランドや作品のウェブサイトが閲覧できない状態にある。

## 作品一覧
アカルイミライ 〜Wet And Messy 2nd time〜
FlyingShineから2003年12月19日に発売されたアダルトゲーム。この作品は完全な凌辱ゲームではなく、純愛ルートも存在していた。
クライミライ
FlyingShine黒から2004年6月25日に発売されたアダルトゲーム。舞台設定は前作と同じだが、ユーザーからの要望により主人公が神目 楓に変更されている。
クライミライ2
FlyingShine黒から2005年3月25日に発売されたアダルトゲーム。『アカルイミライ』で最も人気のあった閑谷 紫苑が主人公を務めている。
水着に関するHシーンが多く、プロデューサーのKeNはGame-Styleに寄せたコメントの中で『クライミライ2』を「究極の抜きゲーにして、究極のコスプレゲーであり、究極のひも水着ゲーでもある」と表現している。
クライミライ3
FlyingShine黒から2005年11月25日に発売されたアダルトゲーム。
CrimeRhymeParadox イナホノミライ
FlyingShine黒から2006年4月28日に発売されたアダルトゲーム。
ミライファンディスク
FlyingShine黒から2007年2月23日に発売されたファンディスク。『アカルイミライif ～ツナガルミライ～』『紫苑 ～君を忘れず～』『菫 ～あどけない恋～』『みずき ～私の想いを…～』『私が楓だ！～暴走編～』『あやめとデート』『撫子の不幸な一日』『柵原棗の「クイズ！ しおんをさがせ」』のほか、『クライミライ4』の体験版も収録されている。
クライミライ4
FlyingShine黒から2007年4月9日に発売されたアダルトゲーム。これまでの作品が学園内に限られていたのに対し、『クライミライ4』では学園の外にまで物語が展開する仕組みをとっている。また、周回によって視点が変わるといったやりこみ要素が含まれている。
淫辱心療クラブ
株式会社ネクストンのブランドLiquid-Shineから2009年11月27日に発売されたアダルトゲームで、FlyingShineは世界観を貸しただけであり、開発にはかかわっていない。
基本的にはヒロインであるつばきの視点で物語が進むが、選択肢によっては他のキャラクターの視点に移る。

## あらすじ

### クライミライ
新聞部員である神目 楓は、売春行為が噂される心療クラブを調査中に輪姦される。
楓はそれを利用してクラブを摘発しようとするが、消息不明の新聞部員・柾への想いを利用されてクラブのされるがままにされる。

### クライミライ2
閑谷 紫苑は恋人である柾との同棲生活を写真部に撮られ、写真部から撮影会という陰惨な凌辱につき合わされる。
紫苑は恋人にそれを秘密にしながら耐えてきたが、写真部主導の凌辱は彼女の周囲の人物も巻き込んでいった。

### クライミライ3
楓は親友・紫苑の恋人である柾に恋心を抱いていた。紫苑は楓の気持ちに気付き、思い悩んでいた。
そこへ二人を狙っていた男たちが行動に移した。

### CrimeRhymeParadox イナホノミライ
世間では、未来を予言する差出人不明の「未来メール」が噂となっていた。そのメールの内容はほぼ確実に起こる一方、予言が外れた場合は受信者が確実に死ぬというものだった。
ある日、教育実習生・稲穂のもとにもそのメールが届く。

### クライミライ4
薊学園の新聞部は、活動内容と不明瞭な部費の使用により廃部の危機を迎えており、廃部を回避するため、自分たちで部費を賄うためのアルバイトを始めることにした。
新聞部の危機を知った写真部の佐伯 綾目は、お気に入りの柾を自分のコレクションにすべく、自分の支配下にある飲食店を、新聞部の女子部員たちにアルバイト先として紹介し、店でひそかに行われている凌辱に彼女たちを巻き込んだ。

### 淫辱心療クラブ
薊学園の新入生である早島 つばきは同棲相手との仲が進展せずに悩んでいたところ、心療クラブの勧誘を受けた。
つばきは強引に参加させられた新歓パーティーの場で凌辱される。

## 登場人物
『アカルイミライ』を初出とするキャラクターについては、アカルイミライ 〜Wet And Messy 2nd time〜も参照。
英田 柾
声：神城優斗（OVA）
『アカルイミライ』と『クライミライ4』の主人公である。
薊学園の2年生で、新聞部に所属している。
『クライミライ』では行方不明となっている。
美甘 櫻（みかも さくら）
声：吉川華生
『アカルイミライ』のヒロインである水泳部員で、男女ともに多くの生徒から慕われていた。『アカルイミライ』の時点では何者かに殺されており、幽霊として登場した。
『クライミライ』と『イナホノミライ』では坂ノ下学園の教師として登場しているほか、他の作品でもカメオ出演等を果たしており、『アカルイミライif ～ツナガルミライ～』では、死を免れた後の様子が描かれている。
琴浦 椿（ことうら つばき）
声：楠鈴音
水泳部の部長。
『クライミライ』では名前のみ上がっている。
閑谷 紫苑（しずたに しおん)
声：乃田あす実
柾の幼馴染。
『クライミライ2』では柾との同棲生活を写真部に見つかり、撮影会と称した凌辱に巻き込まれる。
神目 楓（こうめ かえで）
声：榎津まお
紫苑の親友である新聞部員。
主人公を務める『クライミライ』では心療クラブを摘発しようとするが、柾への想いを利用されて凌辱される。
御津 撫子（みつ なでしこ）
声：金田まひる
柾らの後輩で、気弱な性格をしている。
『アカルイミライ』では心療クラブに所属しており、『クライミライ4』では写真部に所属していた。
コミカルな内容の『撫子の不幸な一日』では、主人公を務めている。
成羽菫（なりわ すみれ）
声：児玉さとみ
柾らの一学年上の先輩で、かつては水泳部の部長を務めていたことがあった。
『菫 ～あどけない恋～』では『クライミライ3』より1年前の出来事が描かれている。
小笠原 茅花（おがさわら つばな）
声：一色ヒカル / 早乙女綾
薊学園の1年生で、アメリカの大学院を卒業するほどの天才児だが、ある目的のため薊学園に入学した経緯を持つ。
『クライミライ4』の時点では3年生に進級している。
奄美 花梨（あまみ かりん）
声：カンザキカナリ
薊学園の2年生。ぼんやりしているが、性に関しては積極的で、他者をからかって困らせることを好む。
『クライミライ2』で心療クラブに入ったが、『クライミライ3』では面倒くささのあまり活動には参加しておらず幽霊部員になっている。
『クライミライ4』では、暇つぶしのために新聞部に入部した。
対馬 みずき（つしま みずき）
薊学園に勤務する教師。自己主張は弱く恋愛への興味が乏しいものの、男女ともにひそかな人気を集めている。
『みずき ～私の想いを…～』では十数年後の姿が描かれている。
佐伯 綾目（さえき あやめ）
声：大波こなみ
薊学園の1年生である写真部の部員。複雑な家庭環境に育った結果自分が一番でないと気が済まない性格になり、自分より人気のある紫苑に対する憎しみを抱いている。
茶屋町 水蘭
声：神楽怜雄（OVA）
綾目の異母兄。
八束 桧（やつか ひのき）
声：カワシマリノ
新聞部員。真面目ではあるが、それゆえに妙な行動を起こしたりすることもある。自分にない知識を持つ相手と話すことが好きだが、興味のない人間に対しては全く視界に入らない。
『クライミライ3』の時点では書記長を務めている。
柵原 棗（やなはら なつめ）
声：飯田空
柾と紫苑の共通の幼馴染である年上の女性。薊学園に入ってからグレてしまい、スケバンのようないでたちになった。
『柵原棗の「クイズ！ しおんをさがせ」』では主人公を務めた。
建部 稲穂（たけべ いなほ）
声：草柳順子
『クライミライ2』にて薊学園に来た教育実習生で、櫻にあこがれを抱いていた生徒の一人だった。明るい性格から生徒に慕われている。学生時代は陸上部に所属していた。
『CrimeRhymeParadox イナホノミライ』では主人公を務めており、坂ノ下学園の2年1組のクラスへ実習に来た。
『クライミライ4』では、顧問がいなかった新聞部で顧問を務めている。
是政 沙月
声：山内花梨
稲穂の隣のクラスを担当する教育実習生。恋愛へのあこがれが強い一方異性への耐性がなく、露出度の少ない服装を好む。
立川 来瑠実
声：桜川未央
稲穂が担当するクラスのクラス委員長。

### 淫辱心療クラブ
早島 つばき
声：桃井いちご
薊学園の新入生。
異性からもてるものの、特定の誰かと付き合ったことはない。また、心優しくも気が強い性格をしており、人前では清楚にふるまう一方、親しい相手には素の性格を出す。
真庭 伊吹（まにわ いぶき）
声：氷室百合
心療クラブのリーダー格である不良少女。教師からは嫌われる一方、一部の女子下級生からはあこがれを抱かれている。
成羽 菫（なりわ すみれ）
声：羽村夏緒
つばきの幼なじみである資産家令嬢。アロマテラピーが趣味。
鏡野 実栗（かがみの みくり）
声：倉田まりや
薊学園の二年生。幼い体格と童顔から人気がある。恋愛にはあこがれていたが、思っていたものと違うことに戸惑いを感じている。恋人からの頼みを受け、心療クラブに入部する。
美咲 百合（みさき ゆり）
声：御苑生メイ
薊学園の教育実習生で、体育を担当している。
新見 高嶺（にいみ たかね）
椿の家の居候。食いしん坊で、小遣いを食費にしている。
吉井（よしい）
高嶺の友人。高嶺に食事をおごるなど優しいところはあるものの、福な家庭環境をひがんだ者からいじめを受けたことあり、それが原因でやや卑屈な性格をしている。
津山（つやま）
薊学園に勤務する年配の教員。
日生 野蕗 （ひなせ のぶき）
薊学園の教員。穏やかな性格をしているが、頼みごとを断ることができない。

## 関連商品

### OVA
2006年、Milkyから『クライミライ』を原作とするOVAが発売された。
- クライミライ scene1 淫惨なる過去 - 2006年1月25日発売
- クライミライ scene2 生け贄たちの…現在。- 2006年9月25日発売
- クライミライ THE BEST- 2008年4月25日発売

スタッフ
- 原作：FlyingShine黒
- プロデューサー：村上幸太郎、磯山透
- 演出：結城元気( scene1 )、ナガイシンペイ（scene2 ）
- 脚本：国分寺草介
- コンテ：粟井重紀( scene1 )、ナガイシンペイ（scene2 ）
- キャラ設定：U－ゆき
- 作画監督：春樹ナリトモ( scene1 )、谷口繁則（scene2 ）
- 美術：宮前光春
- 色彩設定：小林弘美
- 撮影：デジタルギア
- 編集：加納美樹
- 制作進行：小高次郎( scene1 )、出占目権蔵（scene2 ）
- アニメ制作：スタジオジャム
- 制作：イメージハウス
- 製作・発売：Milky

## 評価

### クライミライ3
Game-Styleのカズオは『クライミライ3』について、「前半がほのぼのとしていただけに、後半の悲壮感が強調されている。展開次第ではどちらか一方を助けられるものの、エンディングは救われない内容となっており、まさにタイトル通りの作品だった」と評価している。